# Battaglia di Matapan
La battaglia di Matapan fu uno scontro navale che ebbe luogo il 19 luglio 1717 al largo di Capo Matapan, lungo le coste della Penisola di Mani, nella Grecia meridionale, tra la flotta veneziana supportata da uno squadrone misto di navi portoghesi, maltesi e pontificie, e la flotta ottomana al comando del capitan pascià negropontino (Eğribozlu) Ibrahim Pascià.

## Preludio
24 navi veneziane al comando di Marcantonio Diedo, comandante della flotta veneziana, si incontrarono con un altro squadrone composto di 24 galee al comando del "capitano generale da mar" Pisani ed un piccolo squadrone misto di 9 navi portoghesi e maltesi al comando del capitano ospitaliero Bellefontaine presso Capo Matapan il 2 luglio 1717. Dopo essersi separate brevemente a causa di venti avversi ed essendo ormai a corto di acqua potabile a bordo, le navi alleate si incontrarono nuovamente a Marathonisi, presso il Golfo di Matapan, per rifornimenti. Tentarono di raggiungere Sapientza, ma ancora una volta i venti contrari si contrapposero alle imbarcazioni minacciando di farle arenare.

## La battaglia

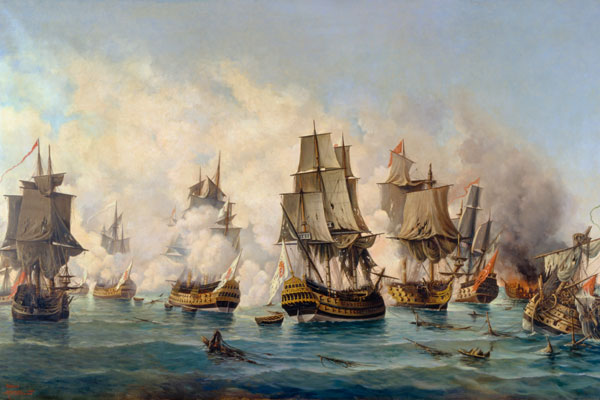
Batalha Naval do Cabo Matapão, di António José Ramos, copia dall'originale di João Dantas del 1812.

La flotta ottomana, con 30 navi e 4 galee, venne avvistata a sud, nella parte ovest dell'entrata della baia, il 19 luglio. Con un leggero vento da sud-sudest, le navi ottomane godevano di un leggero vantaggio. Diedo non fu in grado infatti di portarsi ad ovest della flotta ottomana e pertanto decise di portarsi lentamente ad est, attraverso la baia.
La flotta alleata venne organizzata in quattro divisioni: il Capitano Ordinario delle Navi, Diedo, si trovava in prima linea, seguito al centro dal suo secondo in comando, Correr. In terza posizione si trovava Dolfin ed in quarta la divisione alleata comandata da Bellefontaine.
Ibrahim con 6 navi attaccò le retrovie alle 6.00, mentre il resto della sua flotta si concentrò sulle altre navi della coalizione cristiana. Alle 12.00 le due flotte si erano ormai spostate completamente nell'area est della baia, e poco dopo anche i venti favorirono i veneziani a scapito degli ottomani. Cogliendo l'occasione di questo vantaggio, Diedo attaccò le navi nemiche e la battaglia proseguì senza sosta. Alle 15.00 la flotta ottomana decise di ritirarsi verso il passaggio Cervi-Cerigo, mentre gli alleati si portarono verso Capo Matapan. Nessuna delle due parti era intenzionata a continuare il conflitto.

## Conseguenze
Malgrado la vittoria della battaglia, i veneziani non furono in grado di riprendere possesso della Morea che venne conservata al governo ottomano.
Nessuna delle due parti riuscì del resto a ottenere obbiettivi consistenti da questa vittoria.

## Ordine di battaglia

### Venezia e alleati[1]
- Divisione blu - avanguardia
  - Madonna dell'Arsenal (68 cannoni)
  - Costanza (70 cannoni)
  - Trionfo (70 cannoni, ammiraglia di Diedo)
  - Leon Trionfante (70 cannoni)
  - San Francesco da Paola (54 cannoni)
  - Aquila Valiera (70 cannoni)
  - Fenice (60 cannoni)
  - Sant'Andrea (60 cannoni)
  - Gloria Veneta (68 cannoni)
- Divisione gialla - centro
  - Corona (74 cannoni)
  - Madonna della Salute (70 cannoni, ammiraglia dell'Almirante Ludovico Diedo, ucciso in battaglia)
  - Terror (70 cannoni)
  - San Pio V (70 cannoni)
  - San Pietro Apostolo, proveniente da Livorno (50 cannoni)

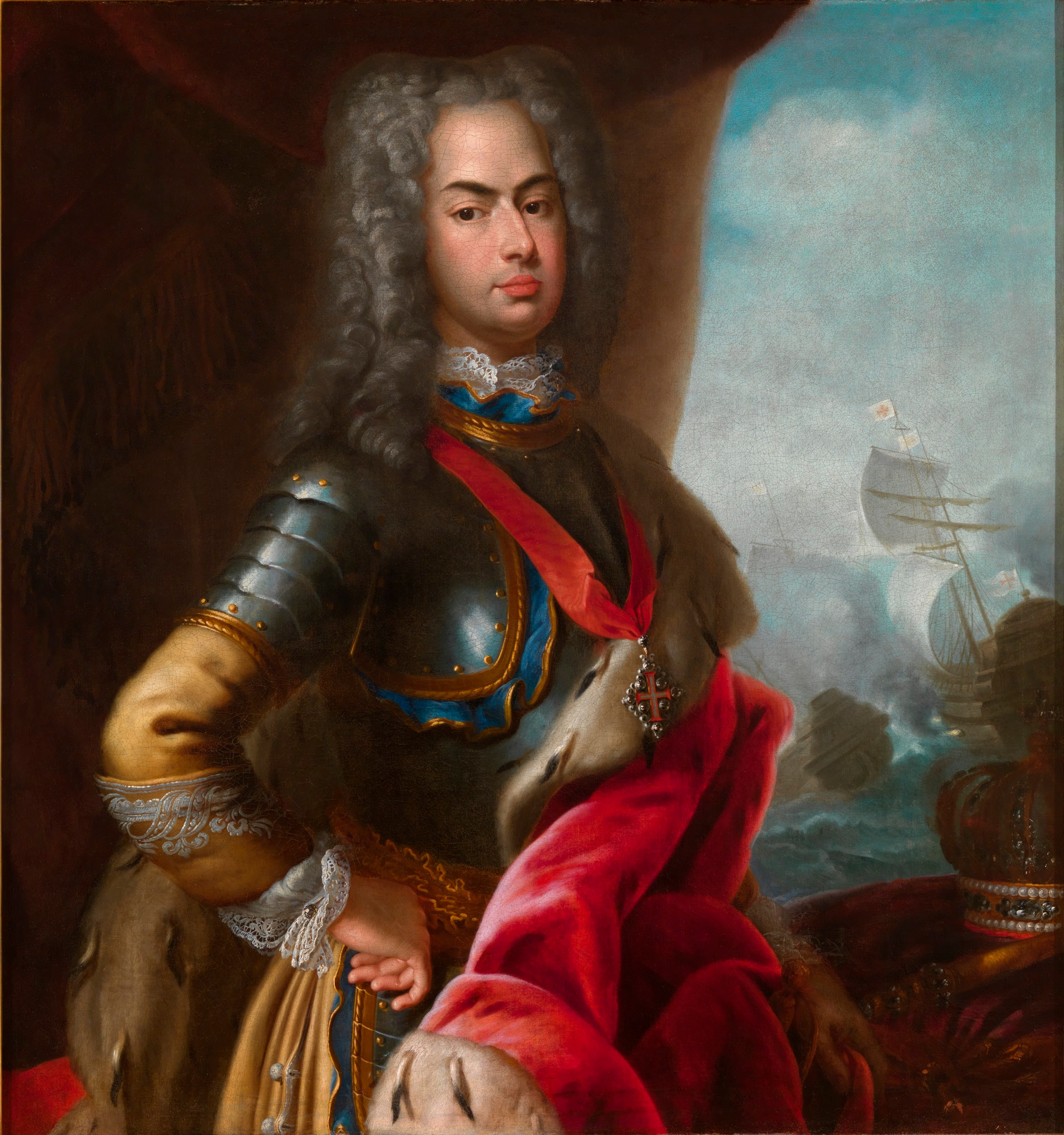
Ritratto di Giovanni V del Portogallo. Sullo sfondo un episodio della battaglia di Matapan. Dipinto del 1719 di Domenico Duprà (Museu Nacional de Arte Antiga, Lisbona)

  - Ritratto di Giovanni V del Portogallo. Sullo sfondo un episodio della battaglia di Matapan. Dipinto del 1719 di Domenico Duprà (Museu Nacional de Arte Antiga, Lisbona) Aquila Volante (52 cannoni), indicata anche come Aquiletta
  - Fede Guerriera (60 cannoni)
  - Nettuno (52 cannoni)
  - Sacra Lega (50 cannoni)
- Divisione rossa - retroguardia
  - San Gaetano (70 cannoni)
  - Fortuna Guerriera (68 cannoni)
  - Venezia Trionfante (52 cannoni)
  - San Lorenzo Zustinian II (70 cannoni)
  - Grand'Alessandro (70 cannoni, ammiraglia dell'Almirante Dolfin)
  - Colomba d'Oro (70 cannoni), indicata anche come Colomba
  - Rosa (60 cannoni), indicata anche come Rosa Moceniga
  - Valor Coronato (52 cannoni)
  - São Lourenço (58 cannoni, portoghese)
- Divisione alleata

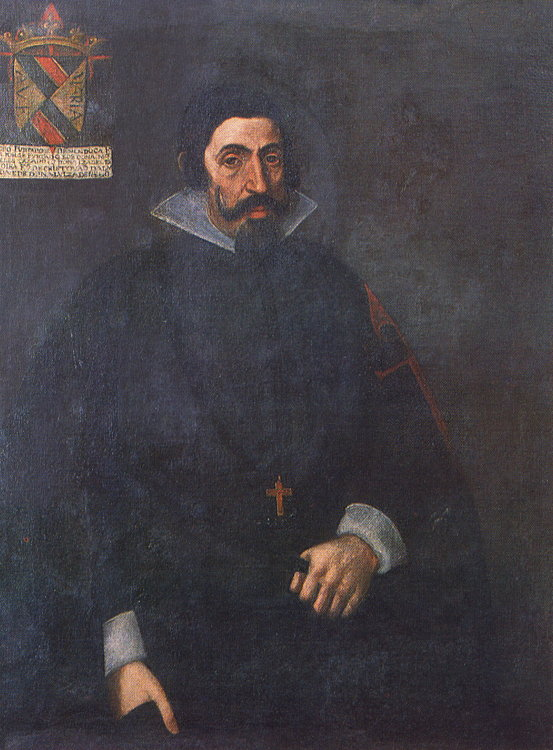
L'ammiraglio Lopo Furtado de Mendonça, comandante della nave Nossa Senhora da Conceição

- - San Raimondo (46 cannoni, maltese)
  - Fortuna Guerriera (70 cannoni, veneziana)
  - Rainha dos Anjos (56 cannoni, portoghese)
  - Nossa Senhora das Necessidades (66 cannoni, portoghese)
  - Santa Catarina (56 cannoni, maltese, ammiraglia di Bellefontaine)
  - Nossa Senhora do Pilar (84 cannoni, portoghese)
  - Santa Rosa (66 cannoni, portoghese)
  - Nossa Senhora da Conceição (80 cannoni, portoghese, ammiraglia dell'ammiraglio Lopo Furtado de Mendoça)
  - Nossa Senhora da Assunção (66 cannoni, portoghese)
- Ausiliarie
  - Capitan Trivisan (nave incendiaria) - affondata
  - Madonna del Rosario (nave ospedale) - affondata

#### Galee
13 veneziane

5 maltesi

4 pontificie

2 toscane

### Navi di linea
Kebir Üç Ambarlı (Grande tre alberi) 114 cannoni (ammiraglio di Ibrahim Pasha)

Ejder Başlı (Dragone) 70 cannoni

Çifte Ceylan Kıçlı (Due gazzelle) 70 cannoni

Yaldızlı Hurma (Dattero d'oro) 70 cannoni

Şadırvan Kıçlı (Fontana scintillante) 66 cannoni

Siyah At Başlı (Cavallo nero) 66 cannoni

Beyaz At Başlı (Cavallo bianco) 66 cannoni

Kula At Başlı (Cavallo grigio) 66 cannoni

Büyük Gül Başlı (Gran rosa) 66 cannoni

Yılan Başlı (Serpente) 34 cannoni (unica nave con cannoni "üç kantar" con proiettili di marmo)

Ifrit Başlı (Demone) 62 cannoni

Küçük Gül Başlı (Piccola rosa) 60 cannoni

Çifte Teber Kıçlı (Due alabarde) 58 cannoni

Yıldız Bagçeli (Giardino delle stelle) 58 cannoni

Zülfikâr Kıçlı (Spada a due punte) 56 cannoni

Akçaşehir (Città di Akçaşehir) 56 cannoni

Servi Bagçeli (Giardino di cipressi) 54 cannoni

Ay Bagçeli (Giardino della luna) 54 cannoni

Yeşil Kuşaklı (Cintura verde) 54 cannoni

Sarı Kuşaklı (Cintura gialla) 54 cannoni

Kırmızı Kuşaklı (Cintura rossa) 52 cannoni

Al At Başlı (Cavallo rosso) 52 cannoni

Yaldızlı Nar Kıçlı (Melograno d'oro) 52 cannoni

### Caravelle
Mavi Arslan Başlı (Leone blu) 44 cannoni

Siyah Arslan Başlı (Leone nero) 44 cannoni

Taç Başlı (Corona) 44 cannoni

Güneş Kıçlı (Sole) 44 cannoni

Kuş Bagçeli Karavele (Caravella del giardino degli uccelli) 44 cannoni

Yıldız Kıçlı (Stella) 40 cannoni

Mavi Kıçlı Karavele (Caravella blu) 38 cannoni